# Langnau im Emmental
Langnau im Emmental es una comuna suiza del cantón de Berna, situada en el distrito administrativo del Emmental. Limita al norte con las comunas de Trachselwald y Sumiswald, al este con Trub, al sur con Trubschachen y Eggiwil, y al oeste con Signau y Lauperswil.
Hasta el 31 de diciembre de 2009 situada en el distrito de Signau.

## Historia
No hay signos de habitantes humanos antes de la migración alemana alrededor del siglo XI. La primera mención del nombre Langnau (en alemán lange Au o Lanngnouw, que significa pastos largos / praderas ) data de 1139. En 1246 se mencionó como Langenowe.
Como otras ciudades del Valle del Río Emme, Langnau no se construyó a lo largo del río debido al peligro de inundaciones. En cambio, fue construido en un terreno más alto a lo largo de uno de los arroyos que desembocan en el Emme.
Los primeros terratenientes nobles parecen haber sido la familia Kyburg. Los barones de Spitzenberg erigieron un fuerte en la colina de Spitzenegg en Gohl. Esta fortificación fue vendida a los hijos de Rudolf von Habsburg en 1300. Un monasterio benedictino se estableció en Trub en 1130, y tenía la propiedad de grandes extensiones de tierra.
Después de la batalla de Sempach en 1386, donde la Confederación Suiza derrotó a las tropas lideradas por el duque Leopoldo III de Habsburgo , los bernés establecieron su autoridad sobre el área. Sin embargo, hubo continuos enfrentamientos con las autoridades en Lucerna. En 1528, Berna impuso la religión protestante en toda la región.
En 1653, se produjo una insurrección campesina debido a la crisis económica posterior al final de la Guerra de los Treinta Años y la persecución de los anabautistas (menonitas). La insurrección fue sofocada y la persecución continuó hasta alrededor de 1730. Muchos anabautistas abandonaron el área para establecerse en las montañas del Jura.
En el siglo XVIII, Langnau fue un importante centro del comercio de telas y quesos. Era más grande que cualquier otra ciudad de la zona, incluida Burgdorf . El ferrocarril llegó a Langnau en 1864 desde Berna y continuó hasta Lucerna en 1875. Con la apertura de la línea de San Gotardo en 1882, la línea que atravesaba Langnau se convirtió en la ruta de acceso más rápida hacia el sur hasta la apertura del túnel de Lötschberg en 1913.

## Sitios patrimoniales de importancia nacional
La casa de campo Dürsrüti , la casa Chüechli y la iglesia reformada suiza están catalogadas como patrimonio suizo de importancia nacional . Todo el pueblo urbanizado de Langnau im Emmental forma parte del Inventario de sitios patrimoniales suizos.

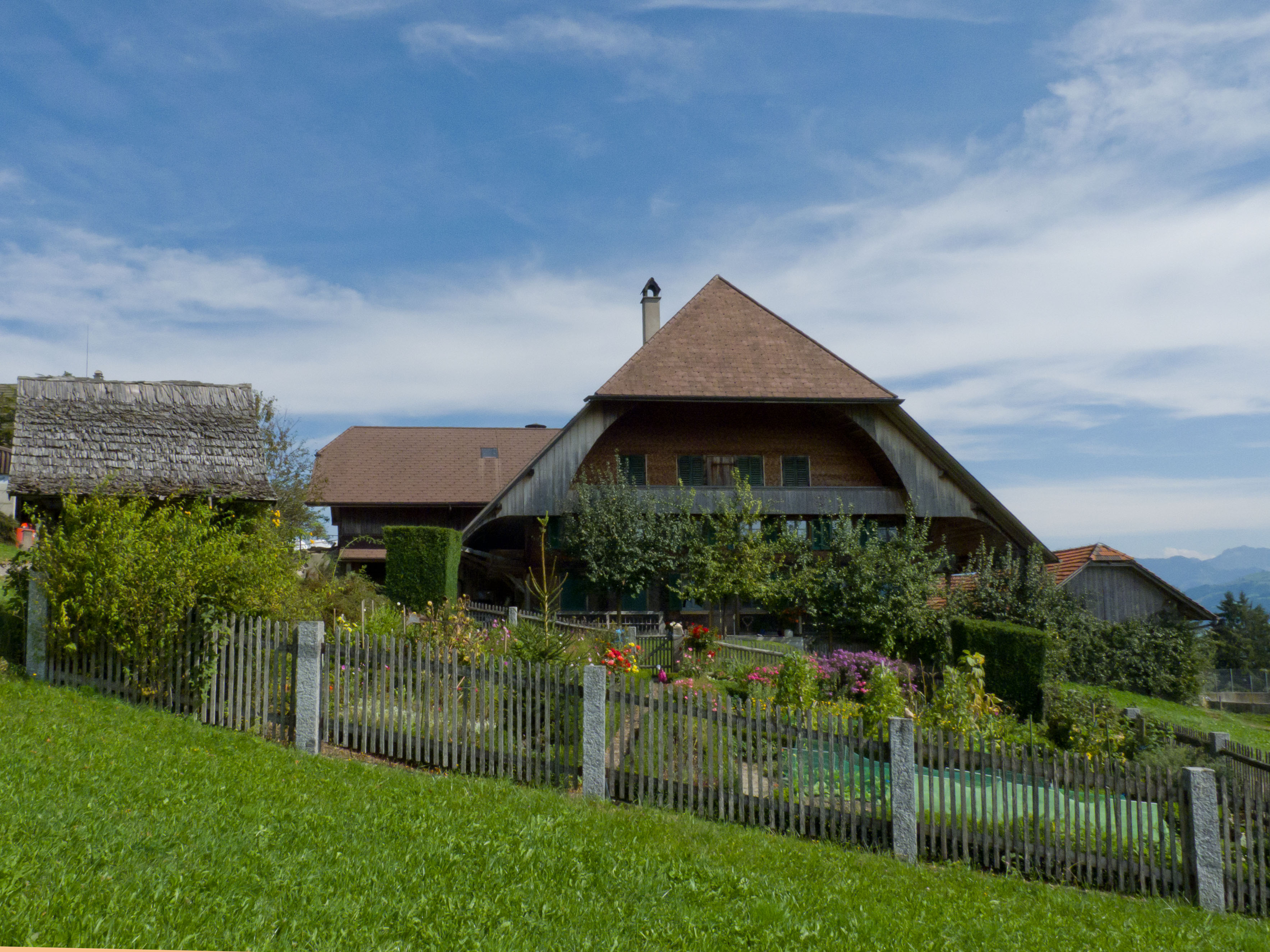
Casa Dürsrüti
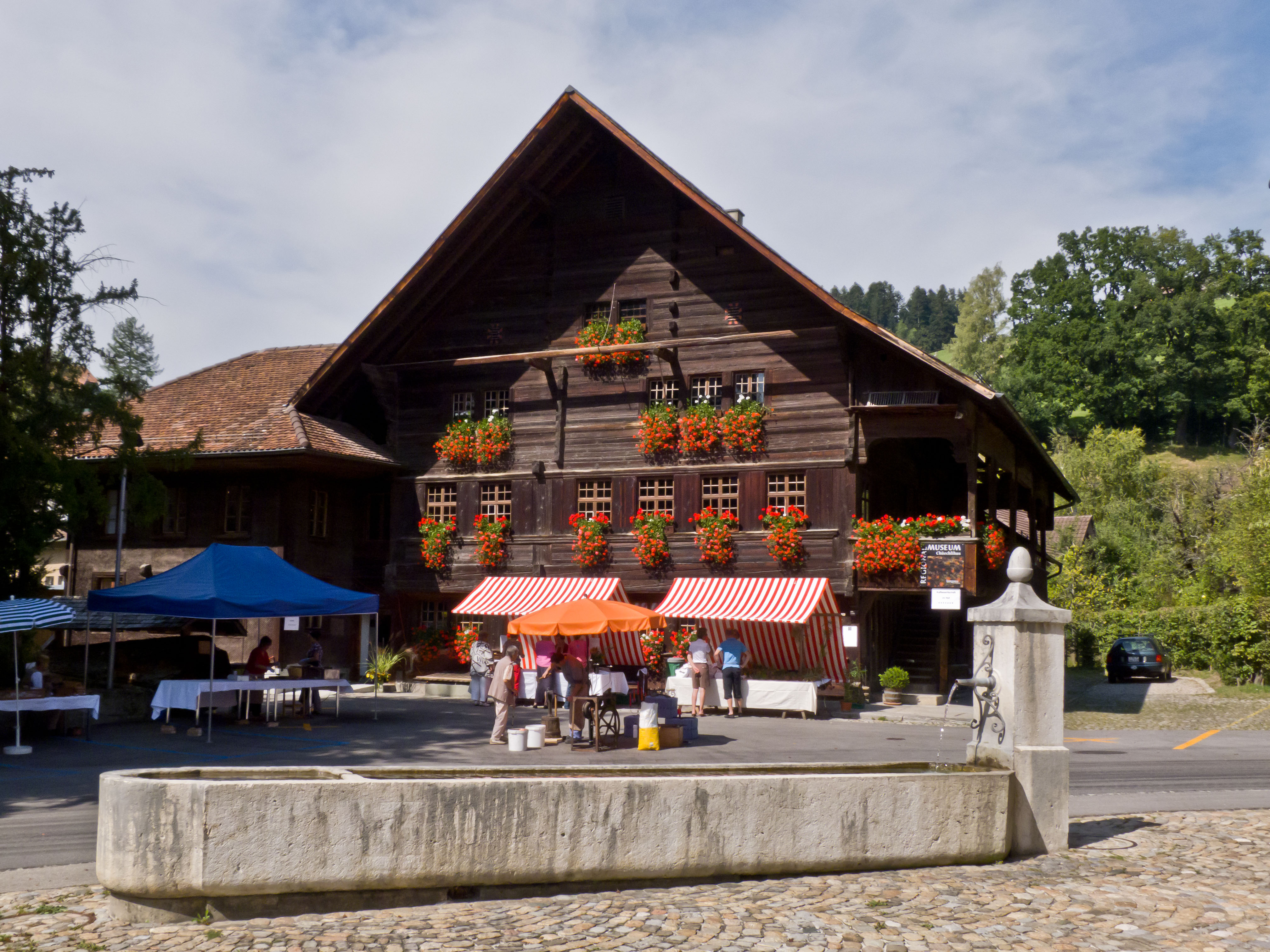
Casa Chüechlihus y la fuente de la villa
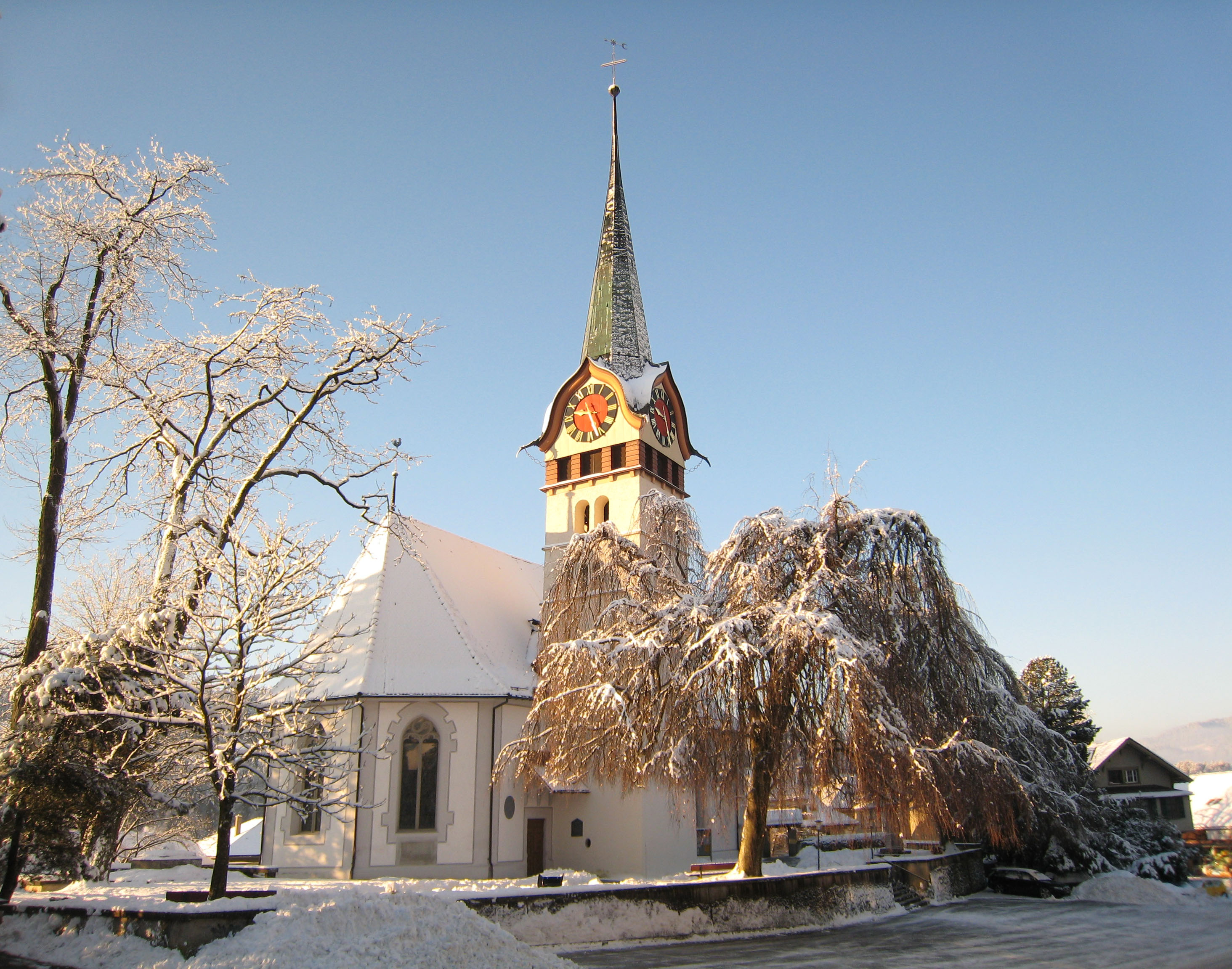
Iglesia reformada suiza en Langnau

## Transportes
Ferrocarril
Cuenta con una estación ferroviaria en la que efectúan parada trenes regionales y de cercanías pertenecientes a las redes S-Bahn Berna y S-Bahn Lucerna.

## Personalidades
- Eduard von Steiger (1881-1962), consejero federal y presidente de Suiza.
- Lia Wälti (1993-), jugadora de futbol en la Selección de futbol Suiza y en el Arsenal.